# Zoo de Santillana del Mar
El Zoológico y Parque Cuaternario de Santillana del Mar, más conocido como Zoo de Santillana, es un zoo de unas seis hectáreas de extensión que se encuentra en el municipio de Santillana del Mar, comunidad autónoma de Cantabria, España. Esta institución es de iniciativa y gestión privada: fue fundada por José Ignacio Pardo de Santayana en 1977, quien lo dirige y además preside la Fundación Zoo de Santillana, entidad que gestiona los programas de conservación, investigación y educación ambiental desde 2007.

## Localización
Se encuentra en el municipio de Santillana del Mar, a la entrada de Santillana por la carretera de Puente San Miguel.

## Historia
Fue abierto en 1977 por José Ignacio Pardo de Santayana, su propietario y director y su esposa Maribel Angulo. 

## El zoológico
Más de 2000 animales de 450 especies diferentes pueden verse en este zoológico y muchas de ellas se han reproducido con éxito. Este centro cuenta con 40 Programas de Conservación para especies en Peligro de Extinción:Orangutane de Sumatra, Leopardo de las Nieves, León Asiático y caballos de Przewalski son algunos de los animales en peligro de extinción que se exhiben en el Zoo.
Se pueden destacar como zonas temáticas:

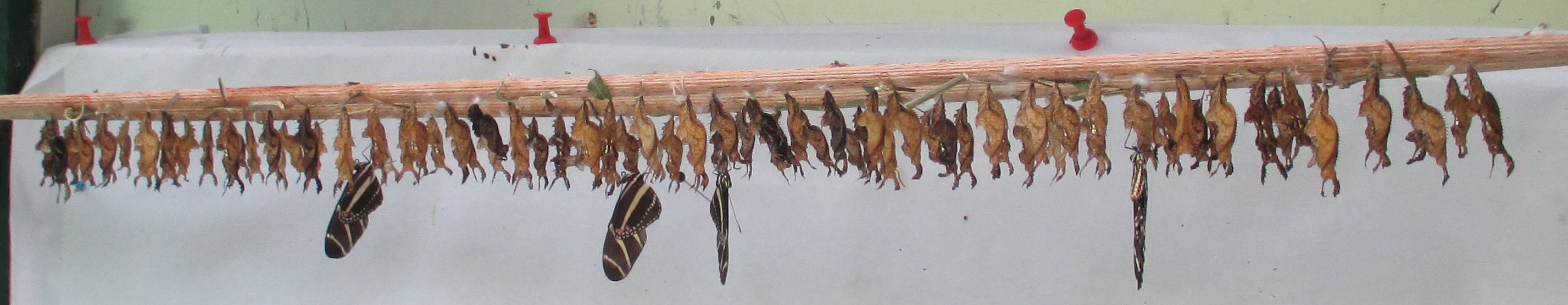
Crisálidas en el mariposario.

- Jardín de las Mariposas, donde miles de mariposas tropicales vuelan y completan su ciclo vital.
- La Granja, donde se encuentran los animales domésticos: burros, ponis, cerdos vietnamitas, conejos, cabras enanas de Camerún, palomas, gallinas de razas diversas y una vaca de plástico para que los niños de aprendan a ordeñar.
- Parque Cuaternario, se exhiben réplicas vivientes de las especies que, según los estudios de los prehistoriadores, pudieron habitar estar tierras hace 14 000 años, cuando se representaron en las famosas pinturas de la Cueva de Altamira.

## La colección botánica
Todo el terreno de la finca está cubierto de vegetación, con más de 300 árboles y arbustos de 60 especies diferentes, incluyendo una sequoia traída en un frasco pequeño en 1989 de California.